# Pettyes frankolin
A pettyes frankolin vagy vöröscsőrű frankolin (Pternistis adspersus) a madarak osztályának tyúkalakúak (Galliformes) rendjébe a fácánfélék (Phasianidae) családjába tartozó faj.

## Rendszerezés
Egyes rendszerbesorolások a Francolinus nemhez sorolják  Francolinus adspersus néven.

## Előfordulása
Angola, Botswana, a Dél-afrikai Köztársaság, Namíbia, Zambia és Zimbabwe területén honos.

## Alfajai
- Pternistis adspersus adspersus
- Pternistis adspersus kalahari
- Pternistiss adspersus mesicus

## Külső hivatkozás
- Képek az interneten a fajról
- Internet Bird Collection - videók a fajról